# شهرستان ایمسیل
شهرستان ایمسیل (به لاتین: Imsil County) یک منطقهٔ مسکونی در کره جنوبی است که در جئولابوک-دو واقع شده‌است. شهرستان ایمسیل ۵۹۶٫۸۸ کیلومتر مربع مساحت و ۳۰٬۷۰۸ نفر جمعیت دارد.